# Sheraton Hotels and Resorts
 (транскр.  Шератон хотелс енд ризортс) амерички је ланац хотела чији је власник Marriott International. Од 30. јуна 2020. Sheraton има 446 хотела широм света.

## Галерија
- Хотел у Финиксу
- Хотел у Нижњем Новгороду
- Хотел у Пекингу
- Хотел у Есену